# Roseto Sharks
Associazione sportiva Roseto Sharks ist ein italienischer Basketballverein aus Roseto degli Abruzzi. Der Verein hat seine Ursprünge im 1946 gegründeten Verein Roseto Basket. Dieser nannte sich 2001 in Roseto Sharks, bevor er 2006 wegen Insolvenz seinen professionellen Spielbetrieb einstellte. 2009 folgte nach einem Zwischenspiel durch Pallacanestro Roseto 1946 in der Spielzeit 2008/09 die Wiedergründung der Roseto Sharks. In der Spielzeit 2012/13 spielen die Roseto Sharks in der vierthöchsten italienischen Spielklasse Divisione Nazionale B.

## Geschichte

### Roseto Basket (1946 bis 2006)
Nachdem bereits seit 1922 im Verein Polisportiva Rosetana Basketballmannschaften an Wettbewerben beteiligt hatten, kam es 1946 zur Gründung des Vereins Roseto Basket Ball Club. Dieser Verein erreichte 1953 den Aufstieg in die damalige zweithöchste Spielklasse Serie B und vier Jahre später gelang der Aufstieg in die damalige Serie A als höchster nationaler Spielklasse. Nach weiteren vier Spielzeiten erfolgte jedoch der Abstieg in die Serie B, der man bis auf eine Saison 1967/68, als man in der Serie C spielte, fortan angehörte. Nach Einrichtung der Serie A2 1974 gelang 1982 der erneute Sprung in die Zweitklassigkeit. Der Serie A2 gehörte man jedoch nur eine Spielzeit an, bevor man als Tabellenvorletzter wieder absteigen musste. 1985 folgte der vorläufige Tiefpunkt, als man nach Zahlungsschwierigkeiten die Herrenmannschaften vom höherklassigen Spielbetrieb abmelden musste.
Bereits 1988 gelang Roseto Basket wieder der Aufstieg in die Drittklassigkeit in der Serie B1. 1990 stieg man aus dieser Liga bereits wieder ab und kehrte erst 1997 wieder in die drittklassige Serie B1 zurück. In der Saison 1997/98 gelang der Durchmarsch in die Serie A2. In der zweiten Spielzeit in der Serie A2 gelang die Meisterschaft dieser Spielklasse und damit 2000 die Rückkehr in die Erstklassigkeit. In der ersten Spielzeit nach der Rückkehr gelang als Tabellenachter nach der Hauptrunde gleich die Qualifikation für die Play-offs um die Meisterschaft, in denen man in der ersten Runde gegen Kinder Bologna chancenlos war, die in dieser Spielzeit das Triple aus nationaler Meisterschaft, Pokalgewinn und dem Gewinn der ersten Austragung der EuroLeague erreichten. Ab der folgenden Spielzeit 2001/02 trat man dann als Euro Roseto Sharks an und erreichte bis auf die Spielzeit 2003/04 immer die Meisterschafts-Play-offs, in denen man jedoch immer in der ersten Runde ausschied. Nach dem Ausstieg des neuen Namenssponsors Sedima 2005 erreichte man zwar in der Saison 2005/06 sportlich als Viertletzter den Klassenerhalt, erhielt aber wegen Insolvenz keine Lizenz für eine weitere Spielzeit.

### Roseto Sharks (seit 2009)
Nach wirtschaftlichen Schwierigkeiten einigte sich der Präsident der professionellen Mannschaft von Fabriano Basket mit der Organisation der LegADue, die die Serie A2 abgelöst hatte, auf die Verlegung nach Roseto, wo die Mannschaft als Pallacanestro Roseto 1946 in Bezug auf den früheren Verein Roseto Basket in der zweithöchsten Spielklasse antrat. Nach passablem Saisonstart rutschte diese Mannschaft auf den letzten Tabellenplatz am Ende der Saison ab. Nachdem man am Saisonende keine Spielberechtigung für die nächsttiefere Spielklasse Serie A Dilettanti bekommen hatte, wurde auch diese Mannschaft vom Spielbetrieb abgemeldet.
Im Anschluss bildeten sich 2009 jedoch die Roseto Sharks neu und erreichten 2011 die neue vierthöchste Spielklasse Divisione Nationale B. Hier spielt man 2013 in den Play-offs um den Aufstieg in die von der Ligaorganisation LegADue selbstorganisierte Legadue Argento mit, die die von der FIP organisierte bisherige Divisione Nationale A als dritthöchste Spielklasse ablösen wird.

## Bekannte Spieler
| - Valerio Amoroso 1998–2001 - Federico Pieri 1998/99, 2002 - Paolo Moretti 1999/2000 - / Peter Guarasci 2000/01 - Jeff Sheppard 2000/01 - Mario Boni 2000–2002 - George Gilmore 2000–2002 - Ian Lockhart 2000–2002 - Josh Grant 2001/02 - Alvin Sims 2001/02 - Michael Hicks 2001/02 | - Benjamin Davis 2002/03 - Rodney Monroe 2002/03 - Marko Milič 2002/03 - Miroslav Radošević 2002/03 - Teemu Rannikko 2002/03 - Mauro Sartori 2002/03 - Steven Hansell 2003/04 - Albert Miralles 2003/04 - Norman Nolan 2003/04 - K’Zell Wesson 2003/04 - Brad Traina 2004 | - Mahmoud Abdul-Rauf 2004/05 - Duane Woodward 2004/05 - Stephen Arigbabu 2004/05 - Misan Nikagbatse 2004/05 - / Patrick Mutombo 2004/05 - Christophe Beghin 2004/05 - Ansu Sesay 2005 - Stipo Papic 2005 - Matteo Malaventura 2005/06 - Roberto Casoli 2005/06, 2008 | - Jordan Bayehe - Luis Alberto Flores - Guy Goodes - Misan Haldin - Todor Stoikow - Kyle Weaver |